# Mohamed M. Atalla
Mohamed Mohamed Atalla, in arabo محمد محمد عطاالله‎? (Port Said, 4 agosto 1924 – Atherton, 30 dicembre 2009), è stato un ingegnere, chimico, inventore e imprenditore egiziano naturalizzato statunitense.
Il suo lavoro pionieristico sui semiconduttori gettò le basi per l'elettronica moderna. Fondamentale per lo sviluppo dell'industria elettronica fu la sua invenzione del transistor MOSFET nel 1959, insieme con i suoi lavori precedenti sulla passivazione superficiale e i processi di ossidazione termica, necessari per la produzione dei semiconduttori al silicio (ad esempio per i chip a circuito integrato monolitico).
Ḕ anche noto per essere il fondatore della Utimaco Atalla che commercializzò il primo modulo di sicurezza hardware, che fu uno dei primi dispositivi per far fronte al problema della sicurezza e vulnerabilità delle reti. Ha ricevuto la medaglia Stuart Ballantine (oggi nota come medaglia Benjamin Franklin in fisica) ed è stato incluso nella Galleria Nazionale degli Inventori (National Inventors Hall of Fame) per i suoi importantissimi contributi alla tecnologia dei semiconduttori e alla sicurezza informatica.

## Biografia

### I primi anni e la formazione (1924-1949)
Nato in Egitto a Port Said, studiò all'università del Cairo, dove ha conseguito una laurea in Scienze. Successivamente andò alla Purdue University negli Stati Uniti, presso la quale conseguì nel 1947 la laurea e nel 1949 il dottorato in ingegneria meccanica. La sua tesi di laurea era intitolata "Flusso ad alta velocità in diffusori quadrati" et la sua tesi di dottorato era intitolata "Flusso compressibile ad alta velocità in diffusori quadrati".

### Bell Labs (1949-1962)
Nel 1949, dopo aver completato il dottorato di ricerca presso la Purdue University, Atalla fu impiegato presso i Laboratori Bell (Bell Labs). L'anno successivo iniziò a lavorare presso la Bell a New York City su problemi relativi all'affidabilità dei relè elettromeccanici, concentrandosi sulle reti telefoniche a commutazione di circuito. Con l'emergere dei transistor, nel 1956 Atalla fu trasferito al laboratorio di Murray Hill dove iniziò a guidare un piccolo team di ricerca sui transistor. Nonostante provenisse da un background di ingegneria meccanica e non avesse un'istruzione formale in chimica fisica, dimostrò di apprendere velocemente le nozioni dei semiconduttori, dimostrando alla fine un alto livello di competenza in questi campi. Ha ricercato, tra le altre cose, le proprietà superficiali dei semiconduttori al silicio e l'uso della silice come strato protettivo dei dispositivi semiconduttori. Per la sua carriera professionale iniziò ad usare gli pseudonimi "Martin" M. Atalla o "John" M. Atalla.
Atalla propose l'idea del circuito integrato MOS (MOSFET) nel 1960, ma la dirigenza lo ignorò perché non erano interessati al mercato degli integrati.

### Hewlett-Packard (1962–1969)
Atalla passò alla Hewlett-Packard, dove creò i Laboratori di Ricerca HP (HP Labs), e continuò le sue ricerche sui diodi Schottky, che portò in produzione. Nel 1968 sviluppò il primo display a LED mai commercializzato.

### Fairchild Semiconductor (1969-1972)
Nel 1969, lasciò HP per andare in Fairchild Semiconductor, dove ricoprì il ruolo di Vice President e General Manager della divisione Microwave & Optoelectronics, dalla sua costituzione nel maggio 1969 fino a novembre 1971. Continuò a lavorare sui LED, proponendo l'idea di utilizzarli come indicatori luminosi e lettori ottici nel 1971. Lasciò Fairchild nel 1972.

### La "Atalla Corporation" e gli ultimi anni (1972-1990)
Lasciò l'industria dei semiconduttori nel 1972, e intraprese una nuova carriera come imprenditore nell'ambito della sicurezza e della crittografia informatica. Nel 1972, fondò la Atalla Technovation, che successivamente divenne la Atalla Corporation che si occupava della sicurezza bancaria e degli istituti finanziari.

## Le invenzioni famose
Inventò il primo modulo di sicurezza hardware (in inglese hardware security module o HSM) il cosiddetto "Atalla Box", un sistema di protezione che garantisce l'integrità della maggior parte delle transazioni che originano dagli sportelli automatici (Bancomat). Contemporaneamente Atalla lavorava allo sviluppo della tecnologia dietro il sistema PIN o personal identification number, che, in particolare è stato per anni lo standard di riferimento per l'identificazione personale nell'industria bancaria.
Una innovazione chiave presentata dalla Atalla Box era la cifratura a blocchi, necessaria allo scambio sicuro delle chiavi simmetriche e del PIN degli utenti tra sportello automatico e sistemi centrali. Lo scambio protetto viene eseguito con la tecnica Atalla Key Block o AKB, che è alla radice di tutti i formati di crittografia a blocchi negli standard PCI DSS e ANSI.
Come riconoscimento del suo lavoro sul sistema PIN, ad Atalla è stato attribuita la paternità del PIN (per gli americani: "Father of the PIN") e un ruolo chiave nello sviluppo della sicurezza informatica.
Il dispositivo 'Atalla Box' garantiva la sicurezza di oltre il 90% di tutti gli sportelli automatici operanti nel 1998, e proteggeva l'85% di tutte le transazioni degli sportelli automatici mondiali nel 2006.